# Panthera leo leo
Panthera leo leo este o subspecie de leu, care este prezent în Africa de Vest, nordul Africii Centrale și India. În Africa de Vest și Centrală se limitează la populații fragmentate și izolate, cu o traiectorie descendentă. Acesta a fost denumit leul nordic.